# Dolophones thomisoides
Dolophones thomisoides là một loài nhện trong họ Araneidae.
Loài này thuộc chi Dolophones. Dolophones thomisoides được William Joseph Rainbow miêu tả năm 1915.